# Bodianus speciosus
Bodianus speciosus (Bowdich, 1825) è un pesce di acqua salata appartenente alla famiglia Labridae.

## Distribuzione e habitat
È una specie il cui areale si estende nell'oceano Atlantico; è comune dalle Isole di Capo Verde e lungo le coste dell'Africa occidentale, dalla Guinea al Camerun. Vive in zone ricche di vegetazione acquatica e scogli, su fondo roccioso, comprese tra i 10 e i 75 m di profondità, e i giovani tendono a stare nettamente più vicini alla superficie degli adulti.

## Descrizione
Questo pesce raggiunge una lunghezza massima di 50 cm, anche se in genere non supera i 40. Gli adulti sono più tozzi dei giovani, con una mandibola pallida e ampia.

Questa specie presenta denti molto sporgenti e pinne pelviche piuttosto lunghe, nere negli esemplari più grossi. Le differenza tra questi ultimi e gli esemplari più giovani è molto evidente.

Il corpo dei giovani è compresso lateralmente, allungato e con il profilo della testa appuntito; la colorazione è violacea, giallastra sulla testa. La pinna dorsale presenta un'ampia macchia nera. 
Gli adulti sono rossastri con una fascia scura verticale a circa metà del dorso e il ventre pallido. I raggi più esterni della pinna caudale sono più allungati, blu e neri. Gli esemplari più grandi sono da marroni-grigiastri a marroni-rossastri, con gli occhi arancioni da cui partono striature nere. È presente una fascia scura sul peduncolo caudale, seguita da un'ampia area pallida che precede l'altra fascia scura, sempre a metà del dorso ma decisamente più estesa.

## Biologia

### Alimentazione
Si nutre prevalentemente di molluschi.

### Riproduzione
È oviparo e la fecondazione è esterna. È ermafrodita.

## Conservazione
Questa specie viene classificata come "dati insufficienti" (DD) dalla lista rossa IUCN perché potrebbe essere minacciata dalla pesca, in particolare a strascico, ma non si hanno informazioni precise al riguardo.